# 旺代河
旺代河（法語：Vendée，法語發音：[vɑ̃de] ⓘ）是法國的河流，位於該國西部，屬於尼奥尔塞夫尔河的右支流，河道全長82.5公里，流域面積675平方公里，發源自拉布西和圣保罗昂加蒂讷，河口處在利勒代勒和馬朗。

## 外部連結
- http://www.geoportail.fr （页面存档备份，存于）
- Sandre数据库中的旺代河